# إيفان بوراس
إيفان بوراس (31 أكتوبر 1991 بزغرب في كرواتيا - ) هو لاعب كرة قدم كرواتي في مركز الدفاع. شارك مع منتخب كرواتيا تحت 21 سنة لكرة القدم. أما مع النوادي، فقد لعب مع نادي دينامو زغرب ونادي رييكا ونادي لوكوموتيفا.

## روابط خارجية
- إيفان بوراس على موقع اتحاد كرواتيا (الكرواتية)
- إيفان بوراس على موقع قاعدة بيانات كرة القدم.إي يو (الإنجليزية)
- إيفان بوراس على موقع Soccerway.com (الإنجليزية)
- إيفان بوراس على موقع عالم كرة القدم.نت (الإنجليزية)
- إيفان بوراس على موقع AS.com (الإسبانية)